# Описания Харьковского наместничества
Описания Харьковского наместничества — несколько источников/изданий конца XVIII века, сходных по своему названию и содержанию. Являются важными статистическими, географическими, историческими и этнографическими источниками по истории части современной Украины и России. Фактически в них впервые была сделана попытка описания Слобожанщины.
Эти источники содержат сведения об административно-политическом строе, количественном составе и социально-этнической структуре населения, его занятиях, быте и культуре территории в последней трети XVIII века. Сейчас территория Харьковского наместничества входит в состав Харьковской и Сумской областей Украины полностью и, частично, Воронежской, Белгородской и Курской областей России и Донецкой и Луганской областей Украины.
На сегодня известны четыре описания Харьковского наместничества:
1. «Топографическое описание Харьковскому наместничеству 1785 года»;
2. «Топографическое описание Харьковского наместничества 1787 года»;
  1. «Атлас Харьковского наместничества 1787 году»;
3. «Топографическое описание Харьковского наместничества с историческим предуведомлением… 1788 года»[2];
4. «Описание городов Харьковского наместничества 1796 года».

Последние описания публиковались в разное время. Первый из документов во второй половине XIX века считался потерянным.

## Предыстория появления
Харьковское наместничество как отдельная административно-территориальная единица было образовано в 1780 году в результате губернской реформы Екатерины II и просуществовала до конца 1796 года. С целью сбора и систематизации информации о вновь созданных наместничествах, в ноябре 1777 года, после ознакомления с краткими описаниями Воронежской и Московской губерний,
Сенат предложил всем губернаторами и наместникам составить описания вверенных им территорий. Поскольку в это время проходило интенсивное экономико-географическое изучение страны, проводилось межевание земель, и на этой основе создавались атласы наместничеств и губерний, то сбор материала, необходимый для таких описаний, не составил особого труда. Значительно больше усилий требовала систематизация этого материала в единую справку, то есть создание самих описаний. Чтобы ускорить эту работу, распоряжением Екатерины II была создана специальная комиссия во главе с П. А. Соймоновым.
Основная задача комиссии состояла в собрании описаний губерний и создании на их основе общего описания Российской империи. С целью унификации работы над созданием описаний наместничеств, комиссией была разработана специальная анкета (план) описания наместничества, которая в начале 1784 года была разослана наместникам и губернаторам. И. Катаев, изучая методику подготовкиописаний, пришёл к выводу, что в тех наместничествах, где имелись квалифицированные кадры, губернаторы и наместники преимущественно поручили им написания описаний, а там, где таковых не оказалось, описания складывались в губернских и наместнических канцеляриях под непосредственным наблюдением их руководителей. В таких случаях, по мнению автора, работа не выходила за пределы административного сбора сведений и приведения их в систему, в одно целое в канцелярии губернатора. Согласно его же наблюдениям, составленные таким образом описания отличаются лаконичностью и сухостью изложения материала, представляя собой более-менее точные ответы на вопросы анкеты. В конце таких описаний содержатся подписи губернаторов и их секретарей. К ним Катаев относил, в частности, и Описание Харьковского наместничества 1785 года.

## Описание 1785 года
В настоящее время известны три списка этого Описания, в то время как Д. И. Багалей в предисловии к изданию описания Харьковского наместничества 1788 года считал список 1785 года потерянным. В остальных работах второй половины XIX века также имеются ссылки только на описания 1787 и 1788 годов, хотя некоторые исследователи первой половины XIX века, в частности И. И. Срезневский и Ф. Гумилевский, пользовались описанием 1785 года.
Само по себе это описание наиболее сухое и представляет собой ответы на вопросы единой разосланной анкеты. Что касается авторства описания, то М. А. Литвиненко, не исключал, что описание 1785 года составлено капитаном армии Н. Загоровским по поручению генерал-губернатора В. Черткова.
- Реки наместничества в описании 1785 года
- Озёра наместничества в описании 1785 года
- Судоходство по Донцу из описания 1785 года
- Белополье в описании 1785 года
- Двойное управление Мирополья (из Белгорода и Харькова) из описания 1785 года

## Описание 1787 года
Описание 1787 года, скорее всего, было составлено в наместнического канцелярии как пояснительная записка к атласу наместничества. И хотя по содержанию оно ближе к описанию 1788 года Переверзева, а в отдельных местах тексты обоих описаний полностью совпадают, однако отсутствие мягкого знака в слове «Харьков» наводит на мысль, что его составители и авторы описания 1785 года — одни и те же люди.
- Титульный лист Топографического описания 1787 года
- Титульный лист Атласа 1787 года
- Карта Ахтырки из атласа описания наместничества 1787 года
- Карта Богодухова из атласа 1787 года
- Карта Волчанска из атласа 1787 года
- Карта Изюма из атласа 1787 года
- Карта Краснокутска из атласа 1787 года
- Карта Лебедина из атласа 1787 года
- Карта Сум из атласа 1787 года
- Карта Чугуева из атласа 1787 года

## Описание 1788 года
Описание 1788 года наиболее широко использовалось исследователями, в связи с чем его источниковедческому изучению было уделено особое значение. Основное внимание исследователей сосредоточилось на выяснении его происхождения и достоверности помещённой в нём информации. Ссылаясь на «Словарь русских светских писателей» Е. Болховитинов, который был лично знаком с автором описания, исследователи приписывали его авторство И. А. Переверзеву. Д. Багалей в предисловии к изданию этого описания указывал, что на обратной стороне титульного листа первого издания, принадлежавшего библиотеке Харьковского университета, была сделана надпись: «Топографическое описание Харьковском наместничества… соч. Переверзева».
В 1886 году Н. Черняев, ссылаясь на «Ведомость цензора, префекта Московской славяно-греко-латинской академии игумена Моисея», опубликованную П. Бартеньевым в сборнике «Осьмнадцатьий век», выдвинул предположение, что описание составлено капитаном русской армии Н. Загоровским. С этим выводом согласился ряд других исследователей, редакторов справочных изданий, в том числе Д. Багалей и И. Катаев. Однако, Багалей в предисловии к изданию этого описания писал, что хотя вопрос об авторе описи 1788 года можно считать формально разрешеным, однако остаются не выясненными такие его аспекты, как отношение Н. Загоровского к Харьковскому краю и об источнике сведений для составления описания. Ученый выдвинул предположение, что Н. Загоровский мог взять на себя авторство по соображениям цензурного характера, или же ему фактический материал для описания доставил И. Переверзев.
М. А. Литвиненко, соглашаясь с тем, что описание 1788 года составлено Переверзевым, утверждал, что описание 1785 года составлено капитаном армии Н. Загоровским по поручению генерал-губернатора В. Черткова. Свой вывод она аргументирует тем, что это описание имеет своеобразную структуру (для него характерна лаконичность ответов на вопросы анкеты), что его автор презрительно относился к местному населению, его языку, традициям.
Следует заметить, что все выводы о происхождении описаний и их взаимосвязь делались без глубокого анализа литературы и источников, которые касались проблемы, даже без сравнения самих текстов описаний. Только Д. Багалей сделал впервые попытку сравнить текст описания 1788 года с текстом краткого описания 1787 года. На основании текстового анализа и путём сравнения некоторых количественных показателей он установил не только общее, что характеризует описания 1787 и 1788 годов, но и их специфику, которая, по мнению автора, обусловливалась временем составления памятников. Он предположил, то в основу этих описаний было положено официальное описание 1785 года, а также, что описание 1788 года подготовлен по образцу описания Черниговского наместничества, план составления которого разработал А. Шафонский. Поскольку все украинские наместничества находились в подчинении генерал-губернатора П. Румянцева-Задунайского, то этот план поступил и в Харьковское наместничество. Однако, В. О. Пирко и А. И. Гуржий при сравнении описаний 1787 и 1788 годов отметили, что их объединяет только первая часть, то есть историческая справка о прошлом края, а по постановке вопросов, то описание Черниговского наместничества А. Шафонского полностью совпадает с описанием Харьковского наместничества 1785 года, за исключением трёх дополнительных вопросов, которые, очевидно, внёс в план сам автор, исходя из особенностей Черниговского наместничества.
В. О. Пирко и А. И. Гуржий проведя сравнительный анализ других произведений И.Переверзева также пришли к выводу, что описание 1788 года написано им. Свои выводы они обосновали структурой описания и доступностью изложения материала, законченностью мыслей и аргументацией выводов, способностью автора объяснить отдельные слова, более подробно раскрыть важные события, локализовать их, хорошим знанием автором истории края, особенностей быта и материальной культуры его населения, свободным владением автором научной терминологией. Относительно Н. Загоровского, В. О. Пирко и А. И. Гуржий считают, что его функции сводились лишь к передаче рукописи и отпечатанного экземпляра из типографии на подпись цензора. Этот вывод они подкрепляют тем, что с февраля 1786 года до декабря 1787 года Загоровский передал на подпись цензора ещё 8 светских и церковных книг, в том числе и переводов с разных языков. Возможно, в его функции входил и контроль за соблюдение типографией условий цензурного режима. В то же время, составители «Словаря русского языка XVIII века» под редакцией А. М. Панченко утверждают, что Николай Иванович Загоровский должен быть идентифицирован не с армейским капитаном, который в 1791—96 годах находился при русской миссии в Неаполе, а с учителем Московской Троицкой духовной семинарии
- Саранча, хрущ и городища в описании 1788 года
- Скорняки-кушнари в описании 1788 года
- Сыромятники-римари в описании 1788 года
- Ковёрщицы-коцарки в описании 1788 года
- Городское население наместничества
- Хотмыжск в описании 1788 года
- Карта Золочевского уезда из описания 1788 года
- Карта Изюмского уезда из описания 1788 года
- Карта Чугуевского уезда из описания 1788 года
- Карта Харьковского уезда из описания 1788 года

## Описание 1796 года
- Краснокутск. Описание городов Х наместничества 1796 года
- Двойное управление Мирополья. Описание городов Х наместничества 1796 года

## Кулинария в описаниях наместничества
- Таков борщ в «Описании Харьковского наместничества»[19] 1785 года:

«Употребительнейшее же их [жителей] кушанье борщ, который варится из свеклы и капусты с разными другими травяными приправами и с просяною крупою не на воде, а на суровце, то есть на весьма кислом квасу, котораго за кислотою и пить не можно; всегда делается со свиным или ветчинным салом».

- Таковы вареники в «Описании Харьковского наместничества»[20] того же года (дословно):

«К вечеру же по большой части [жители] готовят себе пирошки, называемыя вареники, которых корка из пшеничнаго или гречишнаго теста, а начинка из свежаго тварагу, которой называется сыром; и их не пекут, а варят в воде, от чего уповательно они и звание своё получили».